# Computer Live
Computer Live war eine Publikation des Markt+Technik Verlags und ging aus der Zeitschrift Happy Computer durch Umwandlung hervor. Während sich letztere als systemübergreifende Publikation vornehmlich für Heimcomputer-Fans verstand, war die Computer Live als seriöses PC-Anwendermagazin konzipiert.
Das neue Heftkonzept fand daher bei den Abonnenten der Happy Computer nur geringen Anklang, welche bereits durch die Abspaltung des bisherigen Spieleteils als eigenständige Publikation Power Play eine Abwertung der unter sogenannten Freaks beliebten „Happy“ sahen: Die Zwangsumstellung der laufenden Happy-Computer-Abonnements auf Computer Live führte zu einer Kündigungswelle, so dass der Computer Live nur eine vergleichsweise kurze Lebensspanne beschieden war. Sie erschien von Ausgabe 03/1990 bis 11/1992.
Die Redaktion der Computer Live wechselte zur Computer Persönlich, welche bereits in den 1980er Jahren das „seriöse“ Computermagazin des Markt+Technik Verlags darstellte. In dieser wurden einige Rubriken der Computer Live fortgeführt.